# Cephalotes duckei
Espèce
Cephalotes duckei est une espèce de fourmis arboricoles de la sous-famille des Myrmicinae,.

## Répartition
L'espèce est native du bassin amazonien, en particulier au Brésil dans les États du Mato Grosso, du Pará et de l'Amazonas.

## Description
Comme les autres espèces du genre Cephalotes, ces fourmis sont caractérisées par l'existence de soldats dotés d'une tête surdimensionnée et plate ainsi que des pattes plus plates et plus larges que leurs cousines terrestres.
Les ouvrières mesurent entre 3,7 et 4,3 mm, les soldats entre 6,2 et 6,7 mm et la gyne entre 11,0 et 11,4 mm.

## Systématique
L'espèce Cephalotes duckei a été décrite pour la première fois en 1906 l'entomologiste suisse Auguste Forel sous le protonyme Cryptocerus duckei.
En 1974, Walter Kempf (d) reclasse cette espèce sous le genre Zacryptocerus.
Enfin, en 1999, l'entomologiste brésilienne Maria Lourdes de Andrade (d) et l'entomologiste italien Cesare Baroni Urbani (d) la reclassent sont son taxon actuel dans le genre Cephalotes.